# Avenue Princesse Élisabeth
Pour les articles homonymes, voir Élisabeth et Princesse Élisabeth.
L'avenue Princesse Élisabeth (en néerlandais : Prinses Elisabethlaan) est une avenue bruxelloise de la commune de Schaerbeek qui va de la place Eugène Verboekhoven à la place Princesse Élisabeth en passant par le boulevard Lambermont, l'avenue Albert Giraud, la rue Nicolas Defrêcheux, la rue Georges Garnir, l'avenue Émile Verhaeren, la rue Max Roos, la rue Maurice des Ombiaux et la rue Iwan Gilkin.

## Histoire et description
L'avenue porte le nom de la troisième reine des Belges, Élisabeth de Belgique, épouse d'Albert Ier, née en Allemagne à Possenhofen le 25 juillet 1876 et décédée à Bruxelles au château du Stuyvenberg le 23 novembre 1965. Elle s'appelait précédemment rue Royale Sainte-Marie.
La numérotation des habitations va de 1 à 175 pour le côté impair et de 2 à 180 pour le côté pair.

## Adresses notables
- no 22 : maison construite par François Hemelsoet
- nos 30-38 : parc Lacroix

## Parc Lacroix
Localisation : 50° 52′ 21″ N, 4° 22′ 38″ E
Le parc Lacroix est situé en intérieur d'îlot entre les numéros 28 et 40 de l'avenue Princesse Élisabeth.
La surface du parc Lacroix est divisée en trois aires distinctes. À gauche à l'entrée du parc se trouve un espace de loisirs dit "agora" réservé aux jeux de ballons. En surplomb se trouve une aire de repos et une plaine de jeux pour les jeunes enfants.
On accède par le parc à une halte-garderie, maison d'accueil pour les petits enfants, appelée "la Tanière des Petits Ours", en référence au nom du quartier dit "La Cage aux Ours".
La station Villo! no 135, "Parc Lacroix", est située à l'entrée du parc.

## Galerie de photos

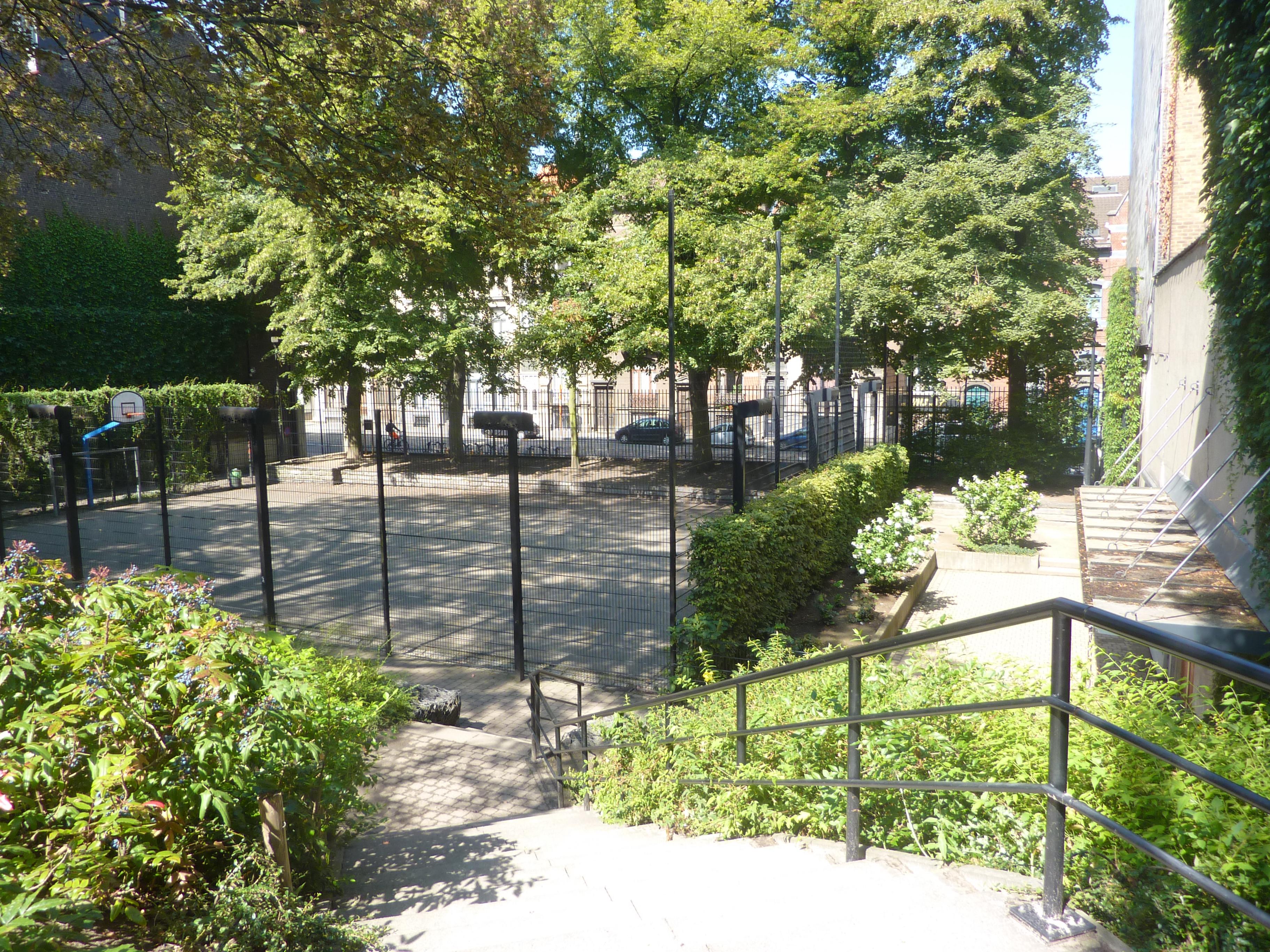
Parc Lacroix
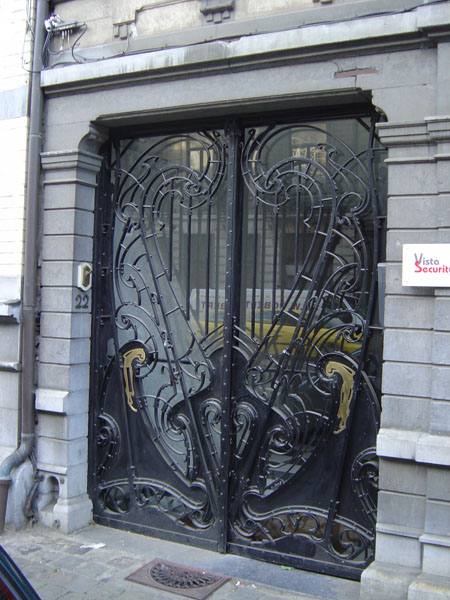
La porte du no 22